# Armilla
Az Armilla női név az Armida olasz kicsinyítőképzős alakja, de lehet az Armella alakváltozata.

## Rokon nevek
Armida, Armella

## Gyakorisága
Az újszülötteknek adott nevek körében az 1990-es években szórványosan fordult elő. A 2000-es és a 2010-es években sem szerepelt a 100 leggyakrabban adott női név között.
A teljes népességre vonatkozóan az Armilla sem a 2000-es, sem a 2010-es években nem szerepelt a 100 leggyakrabban viselt női név között.

## Névnapok
szeptember 14., szeptember 22., december 4.,